# Vartofta kontrakt
Vartofta kontrakt var ett kontrakt i Skara stift inom Svenska kyrkan. Kontraktet upphörde 31 december 1994.

## Administrativ historik
Kontraktet omfattade från 1885 
församlingar som vid upplösningen 1995 övergick till Falköpings kontrakt
- Slöta församling
- Karleby församling
- Åsle församling
- Mularps församling
- Tiarps församling
- Skörstorps församling
- Yllestads församling
- Näs församling
- Vistorps församling
- Vartofta-Åsaka församling
- Kälvene församling

församlingar som vid upplösningen 1995 övergick till Hökensås kontrakt
- Valstads församling
- Kymbo församling
- Vättaks församling
- Suntaks församling
- Varvs församling
- Kungslena församling
- Hömbs församling
- Dimbo församling som 1992 uppgick i Dimbo-Ottravads församling
- Ottravads församling som 1992 uppgick i Dimbo-Ottravads församling
- Hångsdala församling
- Östra Gerums församling
- Sandhems församling som 1962 tillförts från Redvägs kontrakt
- Utvängstorps församling som 1962 tillförts från Redvägs kontrakt
- Nykyrka församling som 1962 tillförts från Redvägs kontrakt
- Bjurbäcks församling som 1962 tillförts från Redvägs kontrakt
- Habo församling som 1962 tillförts från Redvägs kontrakt
- Gustav Adolfs församling som 1962 tillförts från Redvägs kontrakt